# Тюркська версія походження караїмів

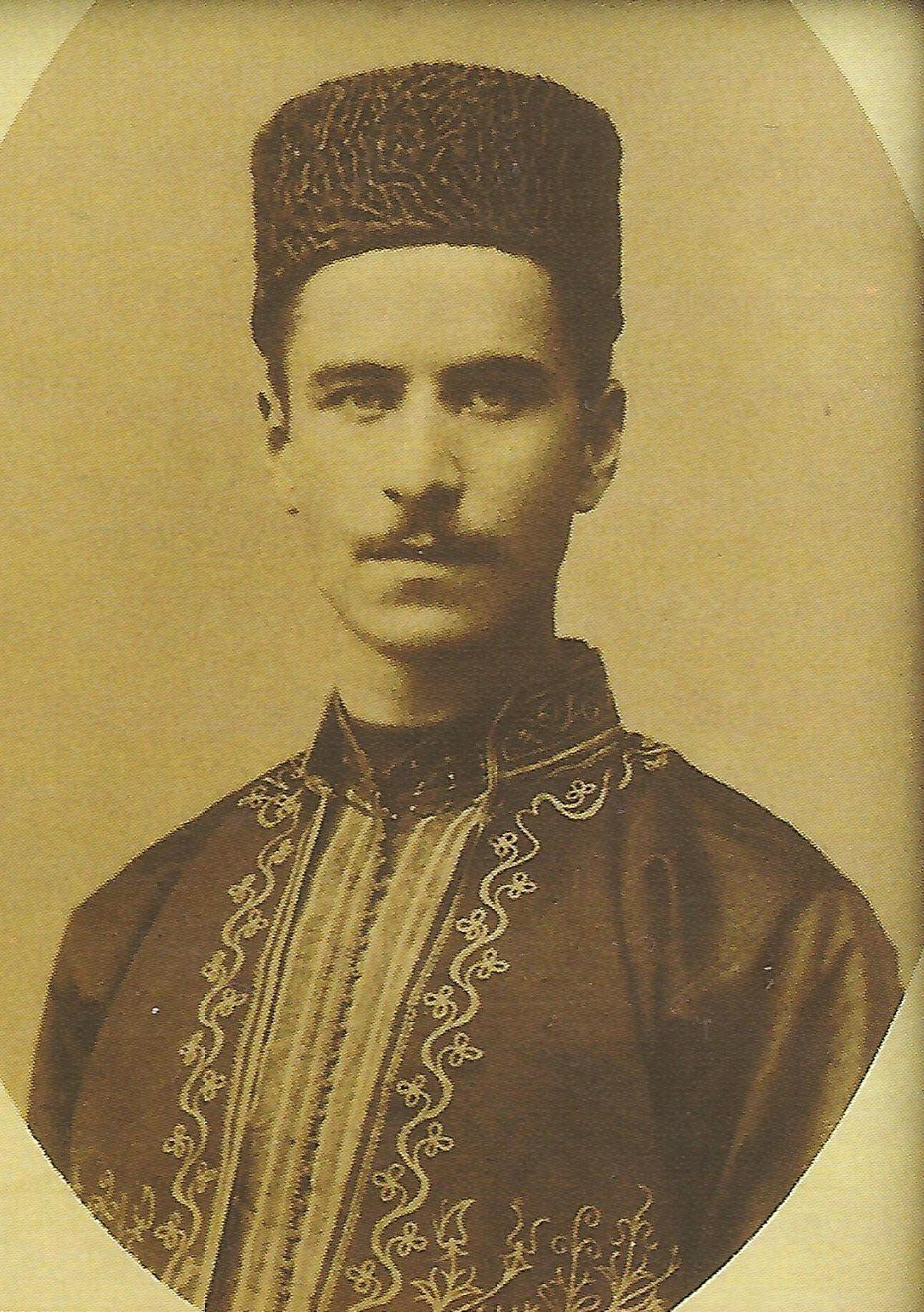
Серая Сапшал — видатний караїмський вчений, прихильник тюркської версії походження караїмів

Тюркська версія походження караїмів — найбільш прийнята в науці та караїмами версія походження караїмів, що значно розширена караїмським вченим Сераєм Шапшалом. Згідно з цією версією, караїми мають тюркське походження, а їх релігія караїмізм — язичницькі корені (шанування священних дубів, політеїзм на чолі з богом Тенгрі, жертвопринесення). Тюркська версія етногенезу караїмського народу відіграла значну роль у формуванні етнічної ідентичності караїмів Східної Європи.

## Постулати
- Караїми є корінним етносом Криму, який існував задовго до прийняття ними вчення Анана бен Давида.
- Вчення Анана бен Давида було близьким до раннього християнства, а Ісуса і Мухаммеда караїми споконвіку вважали пророками. Караїми Криму прийняли закон Мойсея, але продовжували дотримуватися стародавніх тюркських язичницьких вірувань.
- Релікти архаїчних культів караїмів сягають язичництва, шаманізму, тенгріанства. Хоча, за словами Шапшала, «караїмське духовенство протягом кількох століть встигло змінити на краще світогляд своїх одновірців»[8], саме стародавні культи є оригінальною культурною спадщиною кримських караїмів[9].

## Реформи

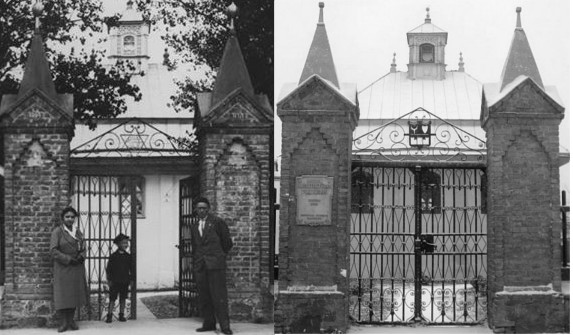
У 1932 році шестипроменева зірка була видалена з купола кенаси в Тракаї, а в 1938 році, під час візиту нацистських вчених, її вже не було і на воротах

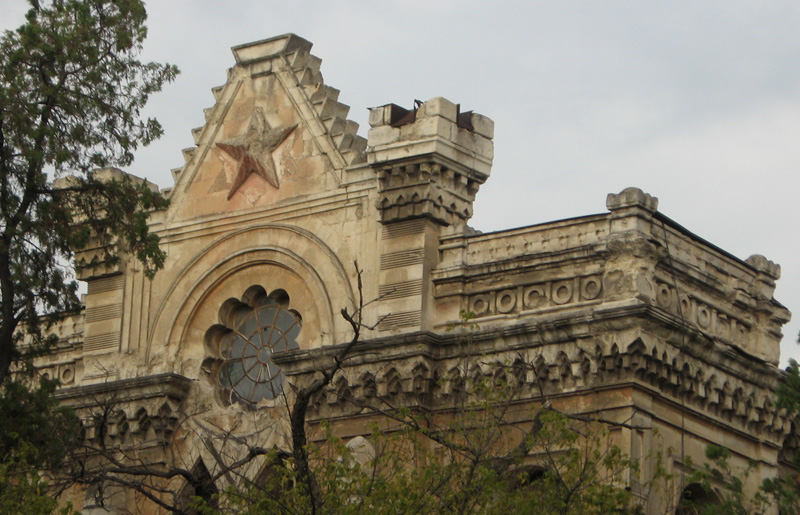
Аттик кенаси в Сімферополі, після 1922 року караїмського робочого клубу, пізніше телерадіокомітету, під п'ятипроменевою зіркою проступають сліди шестипроменевої Зірки Давида. Обидві зірки прибрані під час реставраційних робіт 2018 року.

В рамках цієї доктрини Шапшал змінив кілька термінів, що мають давньоєврейську етимологію, на терміни, які мають, на його думку, тюркську етимологію
1. заміна терміна «гахам» на «гахан» за співзвучністю зі словом «хан», придумавши при цьому спеціальний звичай вступу на цю посаду, нібито прийняту у хазар[14];
2. скасування викладання давньоєврейської мови в караїмських школах;
3. знищення єврейських елементів караїмської культури;
4. заміна назви свят та єврейських місяців на тюркські:

| Традиційна назва (1915 рік) | Вторинне назва (з перекладом на українську мову)               | Сучасна тюркська назва      | Тюркська назва в перекладі на українську мову |
| --------------------------- | -------------------------------------------------------------- | --------------------------- | --------------------------------------------- |
| «Песах»                     | Хаг га-Маччот (свято опрісноків)                               | Tymbyl Chydžy               | Свято пасхальних коржів (опрісноків)          |
| «Омер»                      | Сефіра (Відлік Омера)                                          | San Bašy                    | початок Рахунку                               |
|                             |                                                                | Jarty San                   | середина Рахунку                              |
| «Шавуот»                    | Хаг Шавуот (свято Седмиць (Тижнів))                            | Aftalar Chydzy              | свято Тижнів                                  |
| Пост 9-го Таммуза           | Чом hаревіі (Пост четвертого місяця)                           | Burunhu Oruč                | перший Пост                                   |
| Пост 7-го Ава               | Чом hахаміші (Пост п'ятого місяця)                             | Ortančy Oruč                | середній Пост                                 |
| Пост 10-го Ава              | Недава (Добровільна пожертва)                                  | Kurban                      | жертва                                        |
| «Рош га-Шана»               | Йом Теруа (День Шофар)                                         | Byrhy Kiuniu                | день Шафар                                    |
| «Йом-Кіпур»                 | буквально «День Прощення»                                      | Bošatlych Kiuniu            | день Прощення                                 |
| «Пост Гедалії»              | Чом hашвіі (Пост сьомого місяця)                               | Відсутнє                    |                                               |
| «Суккот»                    | буквально «Курені». Інша назва: «Хаг га-Асіф» («Свято Врожаю») | Alačych Chydzy або Орах Тою | Свято куренів або Свято Врожаю                |
| Піст 10-го Тевета           | Чом haacipi (Пост десятого місяця)                             | Oruč                        | піст                                          |
| « Пурим »                   | «Жереб».                                                       | Kynyš                       | Трикутний солодкий пиріжок з маком            |
|                             | Чи не вважався святом                                          | Jyl Bašy                    | початок года                                  |

## Послідовники
Ця теорія отримала подальший розвиток в роботах кримських караїмознавців пострадянської епохи і офіційно прийнята як єдино вірний погляд на минуле і сьогодення караїмів Асоціацією кримських караїмів «К'римк'арайлар», яка зробила у 2000 році таку заяву:
|  | Спроби приписати кримським караїмам чужі етнос і релігію, змішання етнічних кримських караїмів з караїмами за релігією, спотворення історії - ображають національні почуття і створюють передумови для національних і релігійних конфліктів. |

Крім того, в пострадянську епоху спостерігаються такі тенденції:
- звинувачення вчених, які критикують теорію Шапшала, в змові проти караїмів[25];
- деякі караїмознавці приписують терміну «караїм» (від дав-євр. קָרָאִים дав-євр. קָרָאִים - букв. читають) тюркську етимологію[26][27];
- деякі караїмські автори заперечують будь-які семітські елементи в етногенезі караїмів і елементи юдаїзму в караїмізмі[28];
- приписування давнім караїмам давньоболгарского календаря;
- поширене серед караїмів прізвище Коген отримала нове трактування: від хазарського титулу каган, а за твердженням караїмознавця Семіти Кушуль, караїми-носії прізвищ Леві і Коген «не нащадки ізраїльського коліна Левітів і Когенів, а нащадки тюркських священнослужителів»[29];
- 20 травня 2016 року «Національний з'їзд кримських караїмів-тюрків» прийняв одностайне рішення відмовитися від використання назв «Чуфут-Кале» та «Йосафатова долина» для позначення «народних святинь кримських караїмів-тюрків»[30].